# Washington Wizards 2005-2006
La stagione 2005-06 dei Washington Wizards fu la 45ª nella NBA per la franchigia.
I Washington Wizards arrivarono secondi nella Southeast Division della Eastern Conference con un record di 42-40. Nei play-off persero al primo turno con i Cleveland Cavaliers (4-2).

## Roster
| N° | Naz.                   | Ruolo | Sportivo        | Anno | Alt. | Peso |
| -- | ---------------------- | ----- | --------------- | ---- | ---- | ---- |
| 0  | Stati Uniti (bandiera) | G     | Gilbert Arenas  | 1982 | 191  | 87   |
| 1  | Stati Uniti (bandiera) | A     | Jared Jeffries  | 1981 | 211  | 104  |
| 3  | Stati Uniti (bandiera) | G     | Caron Butler    | 1980 | 201  | 98   |
| 4  | Stati Uniti (bandiera) | A     | Antawn Jamison  | 1976 | 203  | 101  |
| 6  | Stati Uniti (bandiera) | G     | Antonio Daniels | 1975 | 193  | 88   |
| 7  | Stati Uniti (bandiera) | G     | Chucky Atkins   | 1974 | 180  | 73   |
| 12 | Stati Uniti (bandiera) | G     | Billy Thomas    | 1975 | 193  | 94   |
| 21 | Stati Uniti (bandiera) | G     | Donell Taylor   | 1982 | 198  | 82   |
| 24 | Stati Uniti (bandiera) | A     | Jarvis Hayes    | 1981 | 201  | 100  |
| 32 | Stati Uniti (bandiera) | A     | Andray Blatche  | 1986 | 211  | 107  |
| 33 | Stati Uniti (bandiera) | C     | Brendan Haywood | 1979 | 213  | 122  |
| 35 | Stati Uniti (bandiera) | GA    | Awvee Storey    | 1977 | 198  | 101  |
| 36 | Stati Uniti (bandiera) | A     | Etan Thomas     | 1978 | 206  | 116  |
| 51 | Stati Uniti (bandiera) | A     | Michael Ruffin  | 1977 | 206  | 112  |
| 52 | Stati Uniti (bandiera) | C     | Calvin Booth    | 1976 | 211  | 104  |

## Staff tecnico
- Allenatore: Eddie Jordan
- Vice-allenatori: Phil Hubbard, Mike O'Koren, Wes Unseld jr., Tom Young
- Preparatore atletico: Eric Waters